# Krzyż z Ruthwell

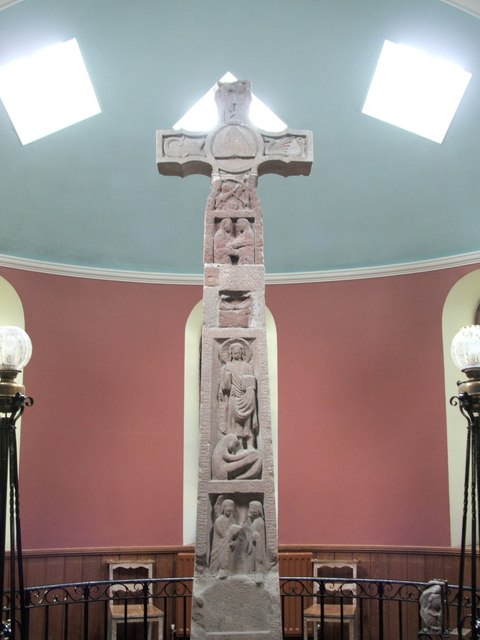
Krzyż z Ruthwell

Krzyż z Ruthwell – kamienny krzyż anglosaski z miejscowości Ruthwell (południowa Szkocja). Krzyż powstał w swej pierwotnej postaci w VIII w. W czasie akcji niszczenia takich krzyży i posągów w latach 1642–1664 został uratowany dzięki ówczesnemu merowi Ruthwell, Gavinowi Youngowi, który nakazał rozłamanie krzyża na kilka części i ukrycie ich pod podłogą miejscowego kościoła. Części odnalezione przez Henry’ego Duncana w 1799 r., zostały przezeń z powrotem złożone w trakcie ćwierćwiecza prac rekonstrukcyjnych i od 1887 r. krzyż znowu stoi w kościele w Ruthwell.
Szczególną osobliwością tego krzyża oprócz jego nieznanej z innych zabytków wysokości (5,5 m) jest fakt, że pokryty jest dwoma napisami: w alfabecie łacińskim i w anglosaskim piśmie runicznym, co jest niezwykłą rzadkością w wypadku zabytków chrześcijańskich. Napis ten, będący fragmentem utworu Sen o krzyżu (ang. The Dream of the Rood), odszyfrował w 1. połowie XIX w. John Mitchell Kemble. Obecność tekstu runicznego jest tu tym bardziej frapująca, że najpierw (jeszcze w VIII w.) wykuto napis alfabetem łacińskim, potem ustawiono krzyż pionowo i – jak wykazują osobliwości kształtu run – dopiero wtedy tekst runiczny został wykuty na krzyżu już osadzonym pionowo w ziemi. Tak więc tekst pismem runicznym został dodany dopiero po pewnym czasie, jak się przypuszcza na podstawie porównania go z oryginalnym brzmieniem utworu Sen o krzyżu, dopiero w X w. Nie jest jasne, dlaczego posłużono się wówczas pismem runicznym.